# Балонска пошта
Балонска пошта означава поштанске пошиљке преношене балонима (због тежине углавном у виду поштанских карата). Пошто је кретање балона немогуће контролисати прималац зависи од случајности. Тако се дешава да се добар део оваквих пошиљки изгуби. Овакав вид слања порука подсећа на поруку у боци. Често је део балонских такмичења. 